# Retaules de la Capella de San José
Els Retaules de la Capella de San José, a Toledo, són obra d'El Greco, qui va realitzar l'estructura arquitectónica en fusta daurada de tres retaules i quatre llenços per a aquesta Capella.

## Els Retaules de la Capella de San José
El 9 de Novembre de 1597 El Greco va signar un contracte amb Martín Ramírez -catedràtic de Teologia de la Universitat de Toledo i patró de la Capella de San José- per tal de realitzar un Retaule Central i dos de Laterals per a l'esmentada Capella. Aquesta obra es va realitzar a tasació, i tenia que ser entregada el 15 d'Agost de 1598. A més, s'especificava que el mestre havia de realitzar dos llenços: La Coronació de la Verge i Sant Josep i el Nen Jesús. No s'esmentava la temática dels llenços per als retaules laterals. El Greco es va retrasar en la realització del conjunt, de manera que en l'escritura de concòrdia que les dues parts van signar el 13 de Desembre de 1599 es va valorar l'obra en 31.328 rals espanyols, si bé aquesta quantitat incloïa una custodia -també obra d'El Greco- que no entrava en el contracte de l'any 1597.

## Retaules laterals
Els dos retaules laterals estaven en principi junt al retaule central, però van ser traslladats al centre de la capella -on són actualment- a fi de poder col·locar en el seu lloc els actuals nínxols sepulcrals. Aquests retaules són molt senzills i recorden al de Santo Domingo el Antiguo. El llenç està flanquejat a banda i banda per columnes corínties que sostenen un entaulament recte i un frontó triangular decorat amb mènsules i coronat amb tres boles. Les veneras (elements arquitectònics còncaus inspirats en les cloïsses) que presideixen els frontons es van afegir més tard, i no són obra d'El Greco.

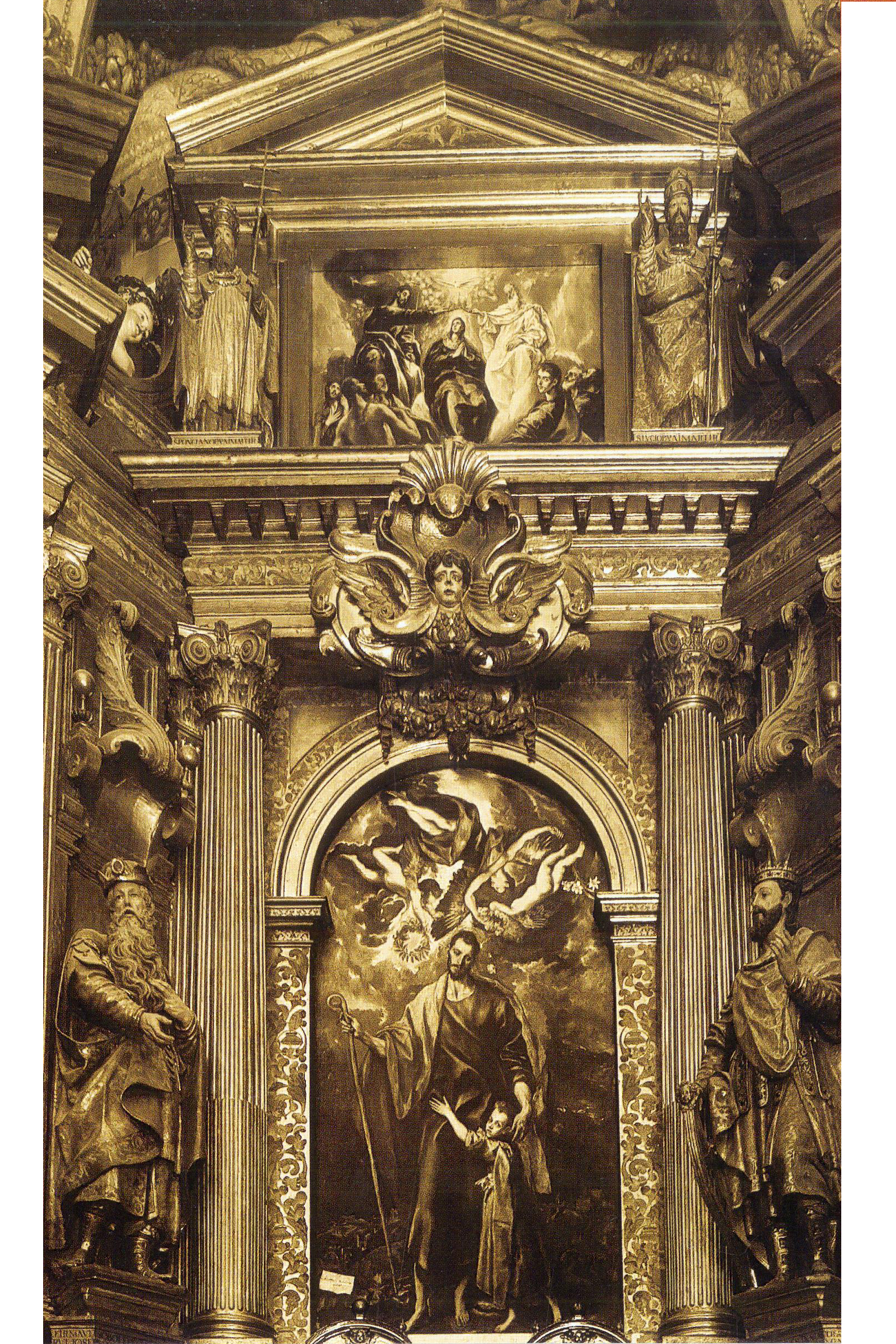
Part interior del Retaule Central, disseny indiscutible d'El Greco.

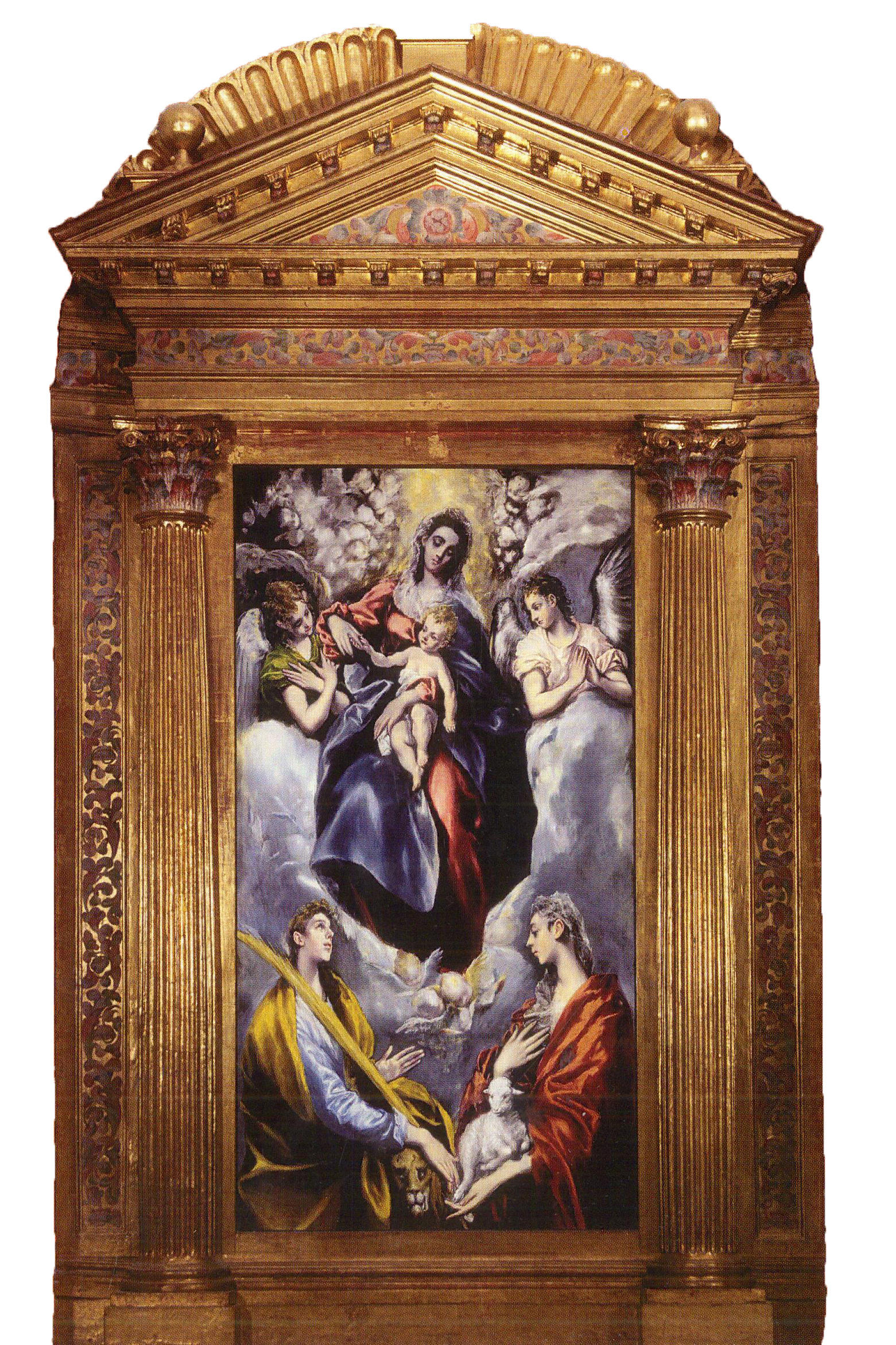
Retaule lateral, amb la "venera" addicionada posteriorment. No és visible la Bola superior del Retaule, que sí que va ésser dissenyada per El Greco.

## Retaule central
El Retaule central és considerat l'estructura més revolucionària d'El Greco, donat el seu caràcter de "retaule dins d'un retaule". Consta de dues grans pilastres dòriques que acaben en un entaulament i en un frontó corbat trencat. Seguidament hi ha les estàtues dels reis David i Salomó d'Israel. Aquesta estructura "exterior" dona pas al cos central, format per dos cossos. L'inferior està flanquejat per dues columnes corínties acanalades, que suporten un entaulament recte. Aquests elements enmarquen el llenç principal, rematat per un arc de mig punt. El cos superior està formar per un àtic apaïsat, enmarcat per dues escultures-reliquiari dels sants Llucià d'Antioquia i del Papa Poncià. L'estructura acaba en un frontó triangular. A aquestes estructures hom li va afegir posteriorment alguns elements decoratius barrocs.
Un document datat l'any 1613 demana al daurador Alonso Sánchez que s'ocupi de "toda la obra nueva que se ha hecho y añadido al retablo de dicha capilla..." , la qual cosa pot referir-se a les grans pilastres, els frontò corbat trencat i les estàtues dels reis bíblics. En aquest cas, el treball d'El Greco quedaría limitat al retaule central, que enmarca els dos llenços.